# Mílton da Cunha Mendonça
Mílton da Cunha Mendonça, beter bekend als Mendonça, (Rio de Janeiro, 23 mei 1956 – aldaar, 5 juli 2019) was een Braziliaanse voetballer.

## Biografie
Mendonça is een jeugdproduct van Bangu, maar begon zijn carrière bij Botafogo. In 1977 won hij met de club het Torneio Início, een onbelangrijke beker, maar de enige titel die de club kon winnen tussen 1968 en 1989, een periode die bekendstaat bij de Botafogo-fans als de grote droogte. In 1981 dribbelde hij in de kwartfinale om de titel Júnior van Flamengo twee keer voorbij en zorgde zo voor de zege naar de halve finale. Daar verloren ze van São Paulo, maar hij werd dat jaar wel topschutter van de competitie. Na zijn topperiode bij Botafogo speelde hij nog voor vele clubs maar was niet meer zo succesvol.
Hij overleed op 63-jarige leeftijd in Hospital Estadual Albert Schweitzer in zijn geboorteplaats.